# Erioptera leptostyla
Erioptera leptostyla là một loài ruồi trong họ Limoniidae. Chúng phân bố ở miền Tân bắc.